# Doropygella thorelli
Doropygella thorelli är en kräftdjursart som först beskrevs av Aurivillius 1882.  Doropygella thorelli ingår i släktet Doropygella och familjen Notodelphyidae. Arten är reproducerande i Sverige. Inga underarter finns listade i Catalogue of Life.